# HD87266
HD87266 — хімічно пекулярна зоря спектрального класу B3, що має видиму зоряну величину в смузі V приблизно  8,2.
Вона  розташована на відстані близько 1639,0 світлових років від Сонця.

## Пекулярний хімічний склад
Зоряна атмосфера HD87266 має підвищений вміст 
Si
.